# Ḩeydar Kānlū-ye ‘Olyā
Ḩeydar Kānlū-ye ‘Olyā (persiska: حِيدَركَنلو, حیدر کانلوی علیا, حِيدَرخَنلو, Ḩeydarkhanlū) är en ort i Iran.   Den ligger i provinsen Östazarbaijan, i den nordvästra delen av landet, 500 km nordväst om huvudstaden Teheran. Ḩeydar Kānlū-ye ‘Olyā ligger 497 meter över havet och antalet invånare är 335.
Terrängen runt Ḩeydar Kānlū-ye ‘Olyā är huvudsakligen kuperad, men åt nordväst är den platt.Runt Ḩeydar Kānlū-ye ‘Olyā är det ganska glesbefolkat, med 27 invånare per kvadratkilometer. Närmaste större samhälle är Khomārlū, 15,3 km nordost om Ḩeydar Kānlū-ye ‘Olyā. Trakten runt Ḩeydar Kānlū-ye ‘Olyā består i huvudsak av gräsmarker.